# Batalha de Wattignies
A Batalha de Wattignies foi travada nos dias 15 e 16 de Outubro de 1793, entre forças francesas e austríacas da Primeira Coligação. Trata-se de uma importante batalha travada no âmbito das Guerras Revolucionárias Francesas, durante uma acção em que o objectivo era libertar Maubeuge que se encontrava cercada pelas tropas da Coligação. No final, a vitória dos Franceses obrigou os Austríacos a retirar para Leste.

## Antecedentes
Desde a Primavera de 1793, as tropas da Primeira Coligação tinham capturado as fortalezas de Condé, Valenciennes e Le Quesnoy. Depois das derrotas em Hondschoote e em Menin (na primeira batalha), a Coligação conseguiu reconstituir a sua linha após uma segunda batalha de Menin e o Príncipe de Saxe-Coburg, comandante do exército austríaco, decidiu pôr cerco à praça de Maubeuge. Este avanço das forças da Coligação constituía uma ameaça para Paris pois Maubeuge constituía um ponto chave na linha de fortalezas fronteiriças e garantia o controle de uma boa estrada para Paris.
Nota: os exércitos da Coligação na Bélgica estavam divididos em dois corpos; um corpo anglo-austríaco sob comando do Duque de York e do Conde de Clarfait; um corpo constituído pelo principal exército Habsburgo, sob comando do Príncipe de Saxe-Coburg.

## O planeamento

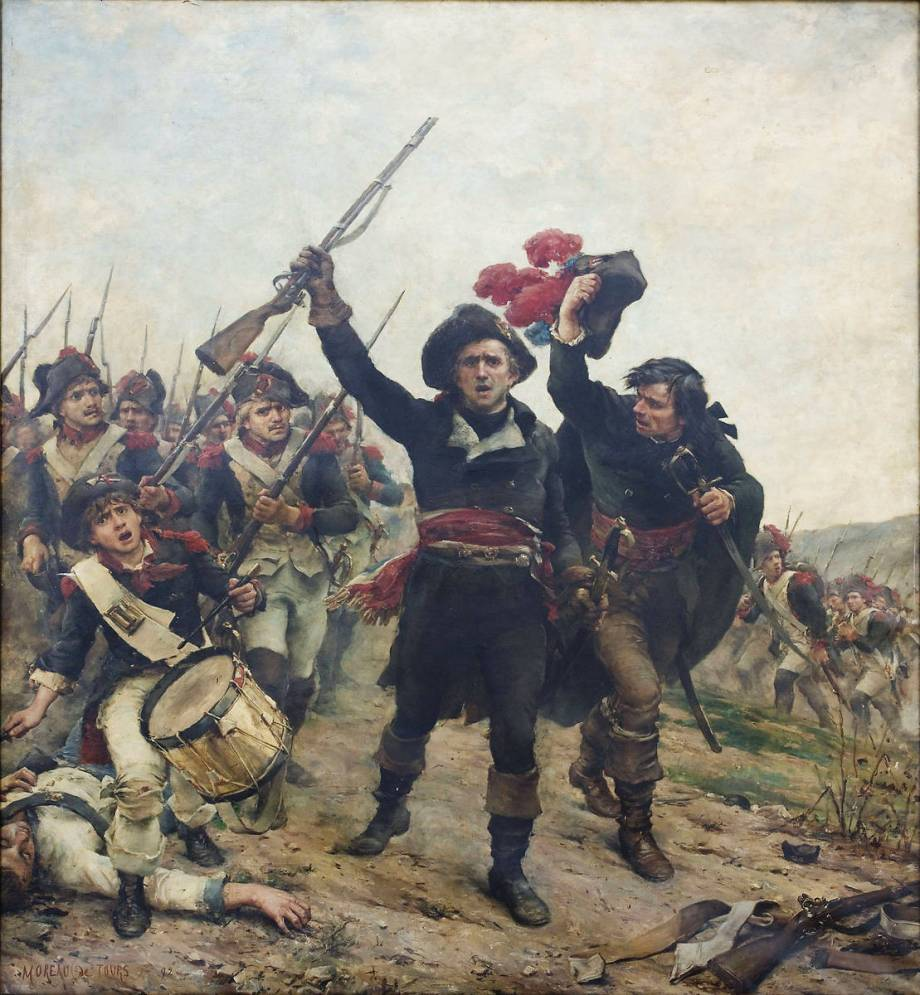
Carnot em Wattignies; óleo sobre tela por Georges Moreau de Tours

Na praça de Maubeuge encontrava-se uma guarnição francesa com cerca de 20 mil homens, sob comando do General de Divisão Jacques Ferrand. O cerco à praça teve início no dia 30 de Setembro de 1793 e a força à qual fora atribuída essa missão era um corpo de tropas austríacas e holandesas, com um efectivo de aproximadamente 20 mil homens, sob o comando de Willem V de Oranje-Nassau. Outro corpo de tropas, formado por cerca de 21 mil austríacos, sob o comando do Feldzeugmeister François Clarfait de Croix, recebeu a missão de constituir a força de cobertura. Esta foi posicionada sobre a estrada Avesnes-Maubeuge, voltada para sul. O seu flanco direito (5 mil homens) apoiava-se no Rio Sambre; o centro (9 mil homens) encontrava-se numa linha de alturas; o flanco esquerdo (7 mil homens) defendia o planalto de Wattignies, entre Maubeuge e Avesnes-sur-Helpe. 
O exército revolucionário francês foi concentrado em Avesnes-sur-Helpe, 18 Km a Sul de Maubeuge. Tratava-se do Exército do Norte que tinha como comandante, desde 22 de Setembro, o General Jean-Baptiste Jourdan. A gravidade da situação, no entanto, implicou que Lazare Carnot, responsável pelos assuntos militares no Comité de Salvação Pública, acompanhasse o Exército do Norte. Nesta época revolucionária, o comando dos exércitos estava sujeito à interferência de um représentative em mission que não apenas interferia no planeamento ou mesmo na execução das operações como levava a julgamento o comandante que não desempenhasse a sua missão de acordo com as expectativas do governo em Paris. Neste âmbito, alguns comandantes foram julgados e guilhotinados.
Carnot impôs a realização de uma manobra de duplo envolvimento. Segundo este planeamento, a sua ala esquerda, 14 mil homens sob comando do General-de-brigada Jacques Pierre Fromentin, atacaria o flanco direito (Oeste) da linha austríaca; a sua ala direita, 16 mil homens sob comando do General-de-brigada Florent Joseph Duquesnoy, avançaria sobre o flanco esquerdo dos austríacos, em Wattignies; Finalmente, o General de Divisão Antoine Balland, com 13 mil homens, iniciaria uma acção de diversão ao centro, enquanto as outras colunas cumpriam a sua missão, e lançaria o ataque assim que elas obtivessem sucesso. Entretanto, a guarnição de Maubeuge faria uma saída da fortaleza com a finalidade de romper o cerco.

## A batalha

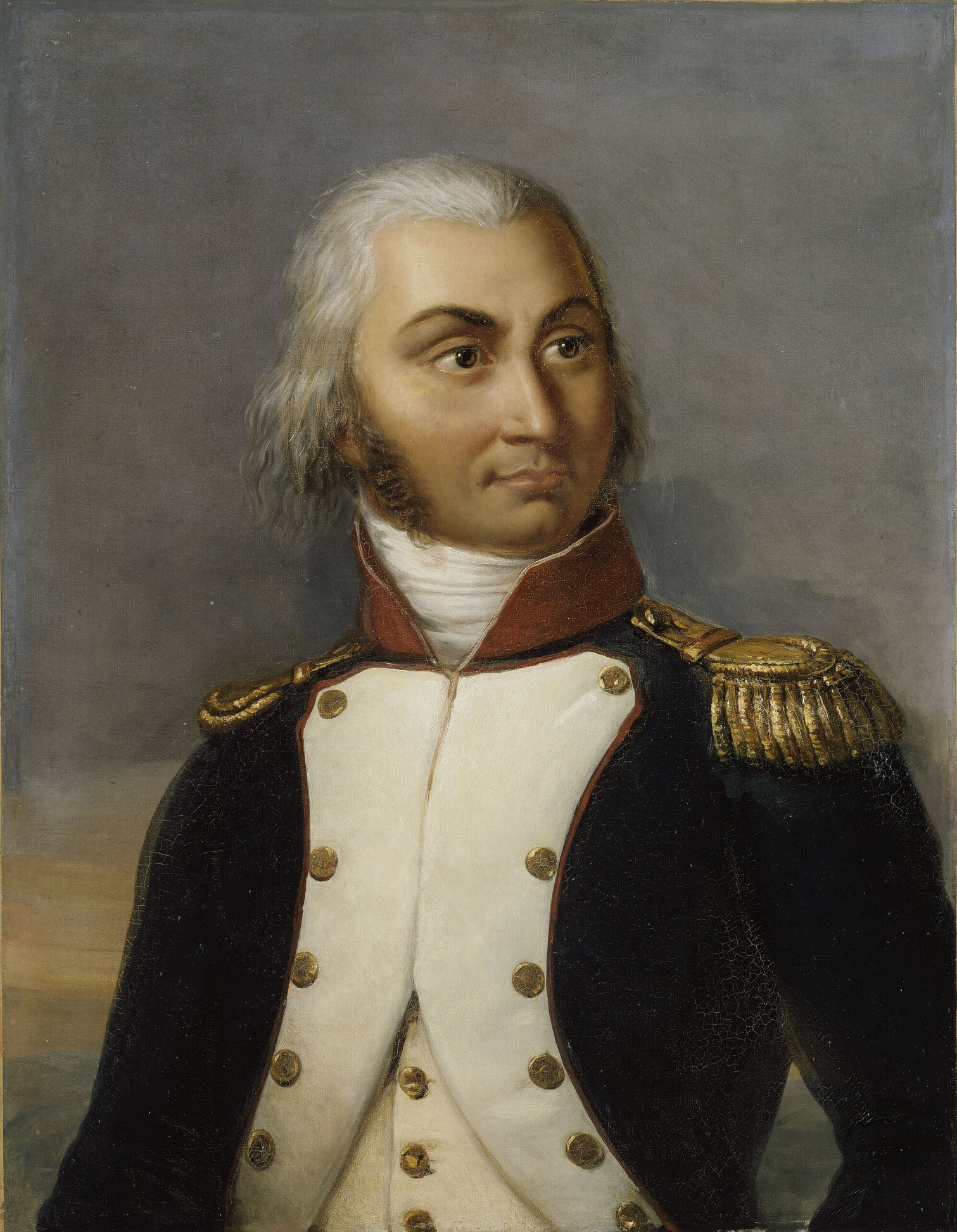
General Jean-Baptiste Jourdan, o comandante militar das forças vitoriosas em Wattignies

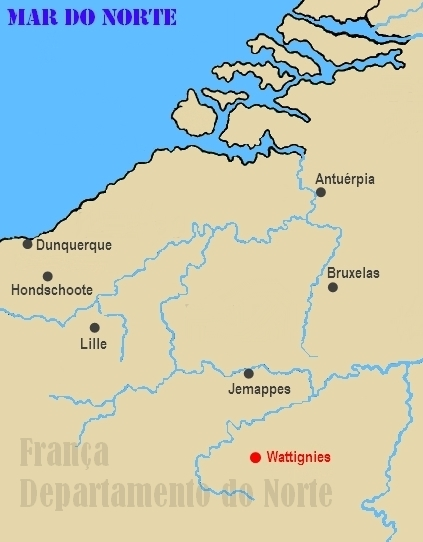
Localização do campo de batalha de Wattignies.

No dia 15 de Outubro, o ataque francês teve início. Enquanto foi possível utilizar terreno desenfiado das vistas do inimigo, o avanço das tropas francesas foi executado sem problemas mas, ao atingirem o cimo das encostas onde se encontravam as tropas da Coligação, as descargas dos mosquetes das tropas austríacas, bem treinadas, detiveram a multidão de soldados ainda mal preparados das fileiras francesas e, por outro lado, a cavalaria austríaca atacou-os de flanco. Carnot, partiu do princípio que os ataques nos flancos estavam a ter sucesso e ordenou o início do ataque ao centro (General Balland). Esta ordem foi prematura pois não estavam reunidas as condições para o sucesso desta acção. Inicialmente, as tropas de Balland, sem encontrarem oposição, conseguiram progredir pelo terreno íngreme até atingirem a linha de alturas mas, ao chegarem ao terreno elevado, encontraram uma encosta suave na base da qual se encontravam as melhores tropas de Coburg. A disciplina de fogo da infantaria austríaca e as cargas de cavalaria obrigaram os atacantes a recuar. Na ala direita, as tropas francesas ocuparam o planalto de Wattignies mas não conseguiram mantê-lo.
Os comandantes franceses, confiantes na sua superioridade numérica, consideraram estes fracassos como um simples contratempo. Jourdan quis renovar o ataque à esquerda mas Carnot entendeu que o planalto de Wattignies (à direita) era a chave do sucesso. Prevaleceu a opinião de Carnot e, assim, a ala direita francesa foi reforçada durante a noite com cerca de 8 mil homens.
No dia 16 de manhã, o ataque foi retomado. O reforço da ala direita francesa (frente a Wattignies) permitiu flanquear a esquerda austríaca que rapidamente ficou em perigo de ser destruída. Coburg decidiu retirar e, juntamente com Clarfait, abandonaram o cerco de Maubeuge e preparam-se para recolher a quartéis de Inverno na região do Reno. Paris ficava assim salva tal como tinha acontecido no ano anterior em Valmy.
As perdas francesas foram pesadas apesar da vitória obtida: cerca de 5 mil mortos, feridos e desaparecidos e 27 bocas de fogo de artilharia perdidas. Os Austríacos, por seu lado, tiveram cerca de 2,5 mil mortos e feridos e 500 dos seus homens foram aprisionados.